# Suchoj Su-47
Suchoj Su-47 Berkut (rusky Беркут – Orel skalní, v kódu NATO „Firkin“) je ruský dvoumotorový experimentální letoun 4.5 generace s negativní geometrií křídla (FSW), vektorováním tahu motorů a dvojitou SOP. V době svého vývoje byl označován jako S-32, nebo S-37. Jeho konstrukce vychází z řady strojů Suchoj Su-27. K přednostem letounu patří vynikající manévrovací možnosti díky křídlu a vektorování tahu. Název berkut je ruské označení orla skalního.
K sériové výrobě nikdy nedošlo, letoun byl využíván jako technologický demonstrátor pro ověření nových technologií při stavbě letounu jako je využití kompozitních materiálů a řídicí systém fly-by-wire, později použité u Su-35BM a Suchoj T-50. Díky použití kompozitních materiálů získal letoun charakteristiky stealth, primárním účelem využití kompozitů je zjednodušení výroby a snížení hmotnosti letounu.

## Vývoj

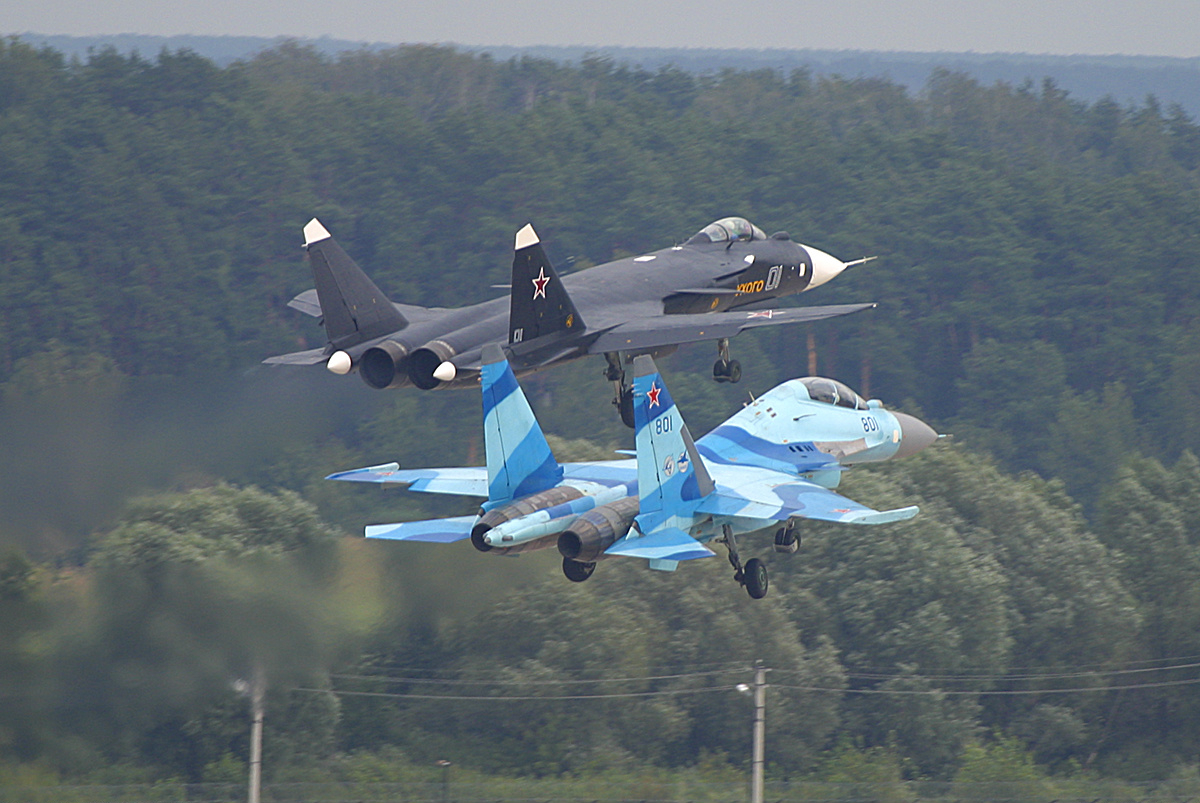
Dvoumístný cvičný Su-35UB (Bort 801), který poprvé vzletěl roku 2000, při společném letu se Su-47.

Su-47 Berkut měl vzniknout za účelem náhrady tehdejších ruských námořních palubních stíhaček, aby nezaostávaly za USA. Úkol vytvořit novou generaci stíhaček dostaly firmy MIG a Suchoj. Projekt nakonec získala firma Suchoj a byl označen jako S-22. Během projektu se zjistilo, že opačná křídla by mohla zvýšit manévrovatelnost a snížit pádovou rychlost. Mezitím probíhaly změny i na Su-27. S-22 měla mít jen jeden motor, ale po analýze byl projekt zastaven z důvodu malého výkonu motoru.
Mezi tím vznikl Su-27KM, ale jen jako dočasné řešení. Po čase se opět začalo pracovat na S-22, projekt však prošel významnými změnami: letadlo mělo mít 2 motory, mělo být větší, přibyla kabina, která měla při havárii na vodě udržet pilota naživu a název se změnil na S-32. První let měl být někdy v 90. letech. Pro nedostatek financí vznikl jen jeden zjednodušený prototyp (původně měly být 3). Nakonec se projekt podařilo dokončit, S-37 se změnilo na Su-47 Berkut, ale letadlo se nikdy nedostalo do plné služby.
Podle některých zdrojů byl Su-47 opatřen materiálem pohlcujícím radarové záření (RAM), aby se snížila jeho radarová stopa. Samotný drak letadla však nemá žádné specifické rysy charakteristické pro skutečné stealth letouny, které by výrazněji zmenšovaly jeho radarový průřez.

## Specifikace
Zdroj: World Aircraft & Systems Directory

### Technické údaje
- Posádka: 1
- Délka: 22,6 m
- Rozpětí: 15,6 m až 16,7 m
- Výška: 6,3 m
- Nosná plocha: 61,87 m²
- Hmotnost prázdného letounu: 16 375 kg
- Vzletová hmotnost: 25 000 kg
- Maximální vzletová hmotnost: 35 000 kg
- Užitečná zátěž 7 500 kg
- Pohonná jednotka: 2 × dvouproudový motor AL-37FU (plán), prototypy použily 2x Aviadvigatěl D-30F6 s přídavným spalováním a vektorováním tahu
  - Suchý tah: 83,4 kN každý
  - Tah s forsáží: 142,2 kN

### Výkony
- Maximální rychlost: Mach 1,6 (1 717 km/h)
- Dolet: 3 300 km
- Dostup: 18 000 m
- Stoupavost: 233 m/s
- Plošné zatížení: 360 kg/m²
- Tah / hmotnost: 1,16 (naložený) / 1,77 (prázdný)

### Výzbroj
- Na prototypu žádná